# Kaili
Kaili är en stad på häradsnivå och huvudort i Qiandongnan, en autonom prefektur för miao och dong-folken i Guizhou-provinsen i sydvästra Kina. Den ligger omkring 130 kilometer öster om provinshuvudstaden Guiyang. 
1. ↑  http://www.geohive.com/cntry/CN-52_ext.aspx